# سان جيرمان ديه بريه (مترو باريس)
سان جيرمان ديه بريه (بالفرنسية: Saint-Germain-des-Prés)‏ هي محطة مترو تابعة لمترو باريس تقع في فرنسا في الدائرة السادسة في باريس.[بحاجة لمصدر]